# Leila K
Leila K (prononcé /keɪ/) est le nom de scène de Leila El Khalifi, une chanteuse suédoise d'origine marocaine née le 6 septembre 1971 à Göteborg.
En 1989, alors qu'elle n'a que 17 ans, Leila K connait un succès international avec Got to Get, un tube rap signé du duo Rob'n'Raz. Au début des années 1990, elle se réinvente en reine de l'eurodance avec notamment les hits Open Sesame (1992) et Electric (1995). Icône de la mode, personnalité fantasque, elle fait le bonheur de la presse tabloïd. Mais lorsque la lumière des projecteurs s'éteint à la fin des années 1990, la chute est rapide : privée de ressources, elle se retrouve sans-abri dans les rues de Stockholm.

## Biographie

### Göteborg
Leila El Khalifi nait et grandit à Bergsjön, un quartier de la banlieue est de Göteborg. Après le divorce de ses parents, elle vit avec son père, un conducteur de tramway, sa belle-mère et ses frères et sœurs,.
Leila s'intéresse au rap dès le début des années 1980, lorsque la première vague hip-hop en provenance des États-Unis déferle sur l'Europe. Elle commence elle-même à rapper avec des camarades de classe, adopte la mode vestimentaire hip-hop et participe à des rap battles dans un club de Göteborg. Ce faisant, elle entre en conflit avec son père, qui souhaite pour sa fille une existence plus rangée.
Après ses études au collège, son père l'envoie étudier au Maroc, espérant l'éloigner de ses mauvaises fréquentations. Mais Leila revient en Suède au bout d'un an, avant de fuir définitivement le domicile paternel. Elle vit alors dans des foyers pour jeunes en rupture familiale, ou chez des amies.

### Got to Get
En 1989, Leila a seulement 17 ans lorsqu'elle participe sous le nom de Ms Melodie à la première édition du Rap-SM, le « championnat de Suède (suédois : Svenska Mästerskapen) » du rap. Elle y termine à la seconde place, et est remarquée entre autres par le duo Rob'n'Raz, des disc-jockeys à la recherche d'un interprète pour leurs propres compositions. Rob'n'Raz invitent Leila à passer une journée à Stockholm pour l'enregistrement d'un premier titre, Got to Get. Ce single, sorti à l'été 1989, connait le succès aussi bien en Suède qu'ailleurs en Europe.
Leila K – nom de scène qu'elle vient d'adopter – est alors encore mineure pour quelques mois et officiellement recherchée par les services sociaux, qui souhaitent la placer en foyer. Mais si les autorités suédoises semblent incapables de la localiser, il n'en va pas de même pour les journalistes. Interview après interview, la jeune chanteuse se dévoile, abordant notamment sa relation tumultueuse avec son père. En cette fin des années 1980, les désirs d'émancipation contrariés d'une jeune musulmane sont un sujet nouveau pour la presse comme pour le grand public. On évoque la crise d'adolescence la plus médiatisée de l'histoire de Suède.
Le 6 septembre 1989, Leila K devient majeure. Elle est désormais libre de partir en tournée avec Rob'n'Raz. États-Unis, Angleterre, Allemagne, les dates se succèdent. En novembre, ils participent à la célèbre émission britannique Top of the Pops : Got to Get est dans le top 10 des charts au Royaume-Uni.

### Ibiza
Après la parution d'un album en mai 1990, Leila K et Rob'n'Raz entament la tournée des folkparks, une série de concerts en plein air traditionnelle pour les artistes suédois. Le public est au rendez-vous, mais Leila K supporte mal la pression, sa santé se détériore et ses frères et sœurs lui manquent. Elle profite d'une interruption de deux semaines au milieu de la tournée pour s'envoler vers Ibiza. Alors que son retour est attendu en Suède avec impatience, elle décide de prolonger son séjour. Dépêché sur place, un employé de sa maison de disque chargé de la ramener en Suède se heurte à un refus catégorique. Rob'n'Raz doivent poursuivre la tournée sans leur chanteuse. Sa fuite en pleine gloire fait les gros titres de la presse tabloïd.
À Ibiza, Leila K est accueillie en véritable star, et sa célébrité lui permet de se produire sur scène en solo. Mais après des débuts euphoriques, la tension retombe rapidement. Lorsqu'en septembre, les journaux retrouvent la jeune femme à Majorque, elle est « fauchée, exploitée, et membre du jury d'une compétition topless ». Pour de nombreux observateurs, le conte de fées a pris fin, et à seulement 18 ans, la carrière de la rappeuse est terminée.

### Open Sesame
De retour d'Ibiza, Leila K entame une collaboration avec le DJ et producteur Denniz Pop qui va bientôt la transformer en reine suédoise de l'eurodance. Dès 1990, elle participe au premier single de Dr Alban, Hello Africa, même si sa contribution est coupée sur la version diffusée à la radio. En 1991 paraissent en Suède deux singles, Time et Magic Ball. Sa maison de disque ne croit toutefois pas encore à l'opportunité d'un album.
Leila K renoue finalement avec le succès en 1992, avec la sortie du single Open Sesame qui devient un hit à travers l'Europe, atteignant notamment la seconde place des charts aux Pays-Bas et la cinquième place en Allemagne et en Autriche. L'album Carousel, qui sort l'année suivante, est la première production de Max Martin, producteur suédois que le monde va bientôt s'arracher. En sont extraits trois autres singles, dont une reprise du Ça plane pour moi de Plastic Bertrand.
Selon certaines sources, Leila K est en 1993 l'artiste féminine qui vend le plus de disques en Europe, devançant même une Whitney Houston au faîte de sa gloire. Elle devient une véritable star et une icône de la mode, dont les tenues provocantes et les perruques colorées inspireront quelques années plus tard Nicki Minaj ou Lady Gaga. Adepte de la rock'n'roll attitude, elle accumule les provocations, et fait régulièrement la une des tabloïds en Suède,. L'argent lui brûle les doigts, elle emménage dans le quartier huppé de Stocksund à Stockholm, mais le retour de bâton est sévère : incapable de payer ses impôts, elle se déclare en faillite personnelle en 1995.

### Electric
L'année 1995 marque aussi la sortie d'Electric, premier single extrait de l'album Manic Panic qui parait l'année suivante. Le succès commercial est encore une fois au rendez-vous. Leila K part en tournée durant le printemps et l'été 1996, mais cette série de concerts est émaillée d'incidents liés à l'abus d'alcool.
Lors de la cérémonie des Grammis 1996, Leila K est nommée dans la catégorie meilleure artiste féminine. Forte de son succès en Suède comme à l'étranger, elle est considérée comme la grande favorite, mais c'est la chanteuse (suédoise) d'origine turco-kurde Dilba qui l'emporte. Loin du fair-play et de la fraternité de façade propres à ce type d'événement, Leila K poursuit alors Dilba de sa vindicte dans les coulisses, lui reprochant en termes fleuris son manque d'entrain. La scène est filmée par le réalisateur Göran Olsson, qui prépare un documentaire sur Leila K. Fuck You, Fuck You Very Much est diffusé pour la première fois à la télévision suédoise en janvier 1999.

### Stockholm
L'année 1998 est difficile pour Leila K. Avec la mort de Denniz Pop, victime d'un cancer à seulement 35 ans, et le départ pour l'Angleterre du directeur de label Roffe Persson, elle perd ses deux principaux soutiens dans l'industrie musicale. Elle est de plus victime d'un grave accident, et reste longtemps hospitalisée, les deux jambes brisées. La fin des années 1990 marque aussi le déclin de l'eurodance, et le rideau se referme définitivement sur la carrière de la chanteuse suédoise.
S'ensuit une véritable descente aux enfers. En février 2003, le quotidien Expressen la retrouve dans les rues de Stockholm. Sans domicile, elle vit parmi les drogués, alcooliques et prostituées qui peuplent les bas-fonds de la capitale suédoise. Lorsque dix ans plus tard, en octobre 2013, parait une biographie controversée intitulée Historien om Leila K, l'ancienne star de l'eurodance vit toujours dans la rue à Stockholm.

## Discographie

### Singles
- 1982 : Got to Get (avec Rob'n'Raz)
- 1983 : Rok the Nation (avec Rob'n'Raz)
- 1984 : Just Tell Me (avec Rob'n'Raz)
- 1985 : It Feels So Right (avec Rob'n'Raz)
- 1986 : Time
- 1987 : Magic Ball
- 1988 : Open Sesame
- 1989 : Ça Plane Pour Moi
- 1990 : Slow Motion
- 1991 : Close Your Eyes
- 1992 : Electric
- 1993 : C'Mon Now
- 1994 : Rude Boy
- 1995 : Blacklisted
- 1996 : Party Police

### Albums
- 1987 : Rob'n'Raz featuring Leila K
- 1991 : Carousel
- 1996 : Manic Panic

## Vidéographie

### Clips
- 1993 : Time, tiré de Time, dirigé par Patric Ullaeus